# قانون السعر الواحد
 قانون السعر الواحد هو قاعدة اقتصادية تتعلق بتأثير موازنة السوق والتجارة على أسعار السلع المتطابقة التي يتم تبادلها في بلدين منفصلين أو أكثر بفرض أن هذه السلع لا تختلف فيما يتعلق بعوامل معينة مثل: المعاملة الضريبية، والسيولة، ومخاطر الائتمان، وتكاليف المعاملات كالنقل، وتنص على أنه «في أي سوق فعال يجب أن يكون هناك سعر واحد لجميع السلع المتطابقة بغض النظر على المكان أو البلد الذي يتم تداولها فيه، وذلك عند معاملة الأسعار بنفس العملة». ويرجع التاريخ الفكري لهذا المفهوم لنشاط الاقتصاديون في فرنسا في عام 1760 وحتى 1770، والذين كانوا يطبقون هذا القانون على الأسواق المشتركة في التجارة الدولية.
هناك مفهوم كبير في الاقتصاد يقوم في أساسه على قانون السعر الواحد وهو ما يسمى بتعادل القوى الشرائية، وهذا المفهوم يعنى بشرح كيفية التحركات في سعر الصرف –هو الفرق بين عملات الدول مثلاً: الريال السعودي يعادل 3.75 دولار- بين عملات بلدين من خلال التغيرات التي تطرأ على البلدان على مستوى الأسعار.و لذلك فإن هذا القانون-تعادل القوى الشرائية- مطلقاً ينادي ب:
أ)تساوي مستويات الأسعار بين البلدان بعد تعديلها.
ب) كل عملة لها نفس القوة الشرائية على الصعيد العالمي.
فكلاً من قانون السعر الواحد وتعادل القوى الشرائية يجب أن يتحركان في نفس الاتجاه.

## ما هو الفرق بين تعادل القوى الشرائية وقانون السعر الواحد؟
قانون السعر الواحد يطبق على أسعار السلع الفردية، بينما يطبق قانون تعادل القوى الشرائية على المستوى العام للأسعار.
طبق قانون السعر الواحد عن طريق ما يسمى المراجحة الدولية، أي أن جميع الأسعار يجب تحويلها إلى عملة موحدة مشتركة بين البلدان وعليه فإن السلعة المتطابقة يجب بيعها بنفس السعر في بلدان مختلفة. ويتم حساب الأسعار المحلية بناءً على المعادلة التالية:
{\displaystyle Pi=EP*i}
حيث أن: Pi هو سعر العملة المحلية,
E هو سعر الصرف بين البلدان,
P*i هو سعر العملة الأجنبية.

## ماهي الشروط الواجب توفرها لتطبيق قانون السعر الواحد؟
- أولاً/ يجب أخذ تكاليف المواصلات والحواجز أمام التجارة وتكاليف العمليات الأخرى في الاعتبار لأنها يمكن أن تكون مؤثرة. فدائماً ما يطبق قانون السعر الواحد على الدول المتنافسة المتحررة من احتساب هذه العوامل في التجارة.
- ثانياً/يجب أن يكون هناك أسواق تنافسية للبضائع والخدمات في كلا الدولتين.
- ثالثاً/يتم تطبيق قانون السعر الواحد على البضائع القابلة للتداول، على عكس بعض المواد التي لا يمكن تداولها بين الدول مثل المنازل والكثير من الخدمات المحلية.

يمكن أن يطبق قانون السعر الواحد على السلع المتبادلة في الأسواق المالية، فلكل سلعة هناك ما يسمى بسعر الفائدة وسعر التكاليف. وبناءً على ذلك فلا يسمح لأي تاجر ببيع سلعة بسعر أقل من سعرها عند صانع السوق على مستوى الفائدة، ولا بشراء سلعة بسعر أعلى من سعرها عند صانع السوق على مستوى التكاليف.

## أمثلة
1. إذا كان سعر جهاز كمبيوتر 750 يورو في باريس فإنه يجب أن يكلف ما يقارب ال 500 دولار في الولايات المتحدة إذا كان كل دولار يعادل 1.5 يورو(سعر الصرف)، أما إذا كان سعره في باريس 700 يورو فقط فإن المستهلكين في الولايات المتحدة سيفضلون شرائه من باريس أيضاً.
2. ماكدونالدز يعمل على تطبيق قانون السعر الواحد. سعر البيج ماك في دولة المغرب هو 7.33 درهم بينما سعرها في الكويت 0.26 دينار، إذا كان سعر الصرف بين الدولتين هو 28.19

## للمزيد
هل نجح هذا القانون ؟ اقرأ قصة فشل قانون السعر الواحد في تجربة على مؤشر المتبادلة!!